# Роналд Лий Ърми
Роналд Лий Ърми (на английски: Ronald Lee Ermey) е бивш американски морски пехотинец, главен инструктор, който по-късно прави кариера като актьор в киното. По-късно е водещ на военното предаване Mail Call по телевизия „Хистъри Ченъл“ и е говорител на компанията за производство на оръжия „Глок“.
Най-запомнящите му роли са във филмите „Пълно бойно снаряжение“ на режисьора Стенли Кубрик, където играе ролята на сержант Хартман от морската пехота и във филма „Мисисипи в пламъци“ на режисьора Алън Паркър, където играе ролята на майор Тилман. Участва и в „Тексаско клане“.
На 17 май 2002 г. е назначен с почести за почетен сержант в Морската пехота на САЩ от генерал Джеймс Л. Джоунс.
Умира от пневмония в болница на 15 април 2018 г.